# God of War: Betrayal
God of War: Betrayal é um jogo de celular de ação-aventura e hack and slash em 2D desenvolvido pela Javaground e pela divisão de Los Angeles da Sony Online Entertainment (SOE), e publicado pela Sony Pictures Digital. Lançado para celulares com suporte à Java Platform, Micro Edition (Java ME) em 20 de Junho de 2007 é o terceiro jogo da série God of War. Cronologicamente, ele se passa imediatamente após o God of War: Ghost of Sparta, continuando a última aventura de Kratos como um deus, antes de Zeus tirar seus poderes, fato que é contado em seu sucessor, God of War II. É considerado também como sequência de God of War, pois Ghost of Sparta é uma sequência imediata do primeiro jogo, contando as histórias e aventuras de Kratos depois de se tornar um deus. O jogo foi aclamado pela crítica por sua fidelidade à série em termos de jogabilidade e estilo de arte.
Os gráficos também foram altamente elogiados pela prestação de um excelente ambiente de jogo.